# Bulguksa
Bulguksa (hangul: 불국사; hanja: 佛國寺; što znači "Hram Budine zemlje") je glavni hram korejskog budističkog reda Jogye, smješten u južnokorejskoj provinciji Sjeverni Gyeongsang. Izgrađen 774. godine, hram Bulguksa se smatra remek-djelom zlatnog doba budističke umjetnosti države Sila iz 8. stoljeća. U njemu se nalazi sedam nacionalnih blaga Južne Koreje, uključujući kamene pagode Dabotap i Seokgatap, Cheongun-gyo ("Most plavog oblaka"), i dvije pozlaćene statue Bude. Hram južnokorejska vlada klaisfificira kao Povijesni lokalitet br. 1. U njemu su 1966. godine pronađeni najstariji drvorezi na svijetu, poznati kao Dharani sutra, budistički tekstovi na iz 704. – 751. godine.
Godine 1995. Bulguksa je upisan na UNESCO-ov popis mjesta svjetske baštine u Aziji zajedno sa špiljskim hramom Seokguram, koji se nalazi četiri kilometara istočnije, kao "jedinstven budistički kompleks iznimnog arhitektonskog značaja".

## Povijest
Bulguksa je ambiciozno arhitektonsko djelo kroz koje je kraljevstvo Sila željelo otkriti svijet budizma na zemaljskom svijetu. Izgrađen u isto vrijeme kad i špiljski hram Seokguram, u vrijeme premijera Kim Dae-Seonga. On ga je izgradio u spomen na svoje roditelje, a špiljski hram Seokguram za svoje roditelje iz prethodnih života (reinkarnacija).
Ostvarenje "Budine zemlje" je dugo bio san naroda Silla, i oni su vjerovali kako je njihovo kraljevstvo upravo ta zemlja, o čemu svjedoči i njegov naziv, Bulguksa, što doslovno znači "Hram Budine zemlje". Drugim riječima, Bulguksa je zemaljski raj u zemlji Bude.
Tijekom japanske okupacije Koreje 1592. godine, Bulguksa je pretrpjela veliku štetu. Drvene zgrade su sve izgorjele, ali su kamene terase i stepenice, te kamene pagode, lampioni i kipovi Bude od pozlaćene bronce preživjeli. Zgrade su naknadno djelomično obnovljene, a moderna obnova je izvedena od 1969. – 1973. godine. Tada su na mjestu Bulguksa hrama izvedena iskapanja i studije, prije nego što je počela njegova obnova. Međutim, danas kompleks nije tako velikih razmjera kao tijekom razdoblja Silla.

## Odlike
Bulguksa se temelji na budističkoj utopiji raja na ovozemaljskom svijetu, a dijeli se na tri područja s drvenim zgradama na kamenim terasama: Birojeon ("Dvorana Vairocana Bude"), Daeungjeon ("Dvorana Velikog prosvjetiteljstva") i Geungnakjeon ("Dvorana Vrhovnog Blaženstva"). Oni predstavljaju zemaljsko i dva nebeska prebivališta budizma "Čiste zemlje" (amidana budizam), koji je zemaljski, te raj Vairocana Bude (Amitabha Buda) i svijet izvrsnosti Šakjamunija (izvornog Bude).
Birojeon je s nebeskim područjima na kamenim terasama (Geungnakjeon i Daeungjeon) povezan preko dva prekrasna mosta poznatih kao Cheongun/Baegun ("Most plavih oblaka/Most bijelih oblaka"), i Yeonhwa/Chilbo ("Most lotosovog cvijeća/Most sedam blaga"). Kamene terase i mostovi, te pagode Seokgatap ("Pagoda Šakjamunija"), i Dabotap ("pagoda od pregršta blaga") ispred Daeungjeona (u osi istok-zapad) svjedoče o profinjenom Silla klesarstvu. Ppout Seokgurama, i Bulguksa je izgrađen od granita, što je bilo vrlo teško. Izvorno ga je okruživao ribnjak lotosa Gupumyeonji, koji se punio vodama s planine Toham. Iako ribnjak više ne postoji, tragovi kanala s planine Toham su pronađeni na kamenim terasama.
U glavnom dvorištu ispred Daeungjeona, središtu Bulguksa, dvije pagode, Dabotap i Seokgatap, odražavaju priču iz djela Lotus Sutra. Naime prema predaji, kada je Šakjamuni Buda propovijedao na vrhu Sup, brda gdje je sada "pagoda od pregršta blaga ruže iz zemlje", Dabo, Buda koji su već postigao prosvjetljenje, pojavio se iznad pagode kako bi posvjedočio o valjanosti Šakjamunijevih propovijedi. 
- Daeungjeon (한국어, 대웅전)
- Dabotap (한국어, 불국사다보탑)
- Seokgatap (한국어, 석가탑)
- Gwaneumjeon (한국어, 관음전)
- Museoljeon (한국어, 무설전)
- Geukrakjeon (한국어, 극락전)

## Vanjske poveznice
- Službena stranica hrama Bulguksa (kor.)
- Korean National Heritage Online: Bulguksa  Arhivirana inačica izvorne stranice od 28. lipnja 2006. (Wayback Machine) (engl.)
- Oriental Architecture profile (engl.)